# Мелиховское сельское поселение (Ростовская область)
Мелиховское сельское поселение — муниципальное образование в Усть-Донецком районе Ростовской области. 
Административный центр поселения — станица Мелиховская.

## Административное устройство
В состав Мелиховского сельского поселения входят:
- станица Мелиховская;
- посёлок Донские Зори;
- хутор Исаевский;
- посёлок Керчикский;
- посёлок Сусатско-Донской (0 чел.).

## Население
| 2010  | 2012  | 2013  | 2014  | 2015  | 2016  | 2017  |
| ----- | ----- | ----- | ----- | ----- | ----- | ----- |
| 4802  | ↘4734 | ↘4684 | ↘4634 | ↘4583 | ↘4527 | ↘4484 |
| 2018  | 2019  | 2020  | 2021  | 2022  |       |       |
| ↘4455 | ↘4421 | ↘4409 | ↘4379 | ↘4335 |       |       |